# 예산성당
예산성당(禮山聖堂)은 대한민국 충청남도 예산군 예산읍에 있는 일제강점기의 건축물이다. 2004년 4월 10일 충청남도의 기념물 제164호로 지정되었다.

## 개요
예산성당은 전형적인 삼랑식(三廊式) 성당 건축이며 외관의 전체 구성은 단순하나, 처마돌림 띠, 창둘레 아치 장식 등의 비례가 뛰어난 근대 성당 건축물로서 1933년에 착공하여 1934년에 준공하였다.
한국인 신부에 의해 건립된 건축물로서 원형을 잘 보존하고 있어 보존가치가 매우 높으며, 일본의 건축문화를 수용·혼재하지 않고 서양의 건축문화를 직접 수용하여 토착화한 건축양식으로서 근대건축사 연구의 중요자료이다.

## 참고 자료
- 예산성당 - 국가유산청 국가유산포털